# Robert Sparks
Robert Sparks, ameriški rokometaš, * 11. september 1947, Jersey City, New Jersey.
Leta 1972 je na poletnih olimpijskih igrah v Münchnu v sestavi ameriške rokometne reprezentance osvojil 14. mesto.
Čez štiri leta je z reprezentanco osvojil deseto mesto.